# Forma vital
La forma vital o forma de creixement, constitueix una altra manera de classificar les plantes —generalment vasculars— com a alternativa al corrent linneà jerarquitzada d'espècies, gèneres i famílies de la classificació científica. Col·loquialment, les plantes poden ser encasellades com a arbres, arbusts, herbes, etc. En aquest cas es posa l'accent en la forma-funció de la planta dins els ecosistemes i que la funció o l'"adaptabilitat" per al medi ambient poden aconseguir-se de diverses maneres, és a dir, espècies de plantes que estan estretament relacionades filogenèticament poden tenir formes vitals molt diferents de vida. Per exemple Adoxa i Sambucus són de la mateixa família, però la primera és una petita planta herbàcia i la segona és un arbust o arbre. Per contra, espècies no relacionades poden compartir una mateixa forma vital a través d'evolució convergent.
Actualment, el sistema més usat són les formes vitals de Raunkjaer que ha estat revisada i modificada per diversos autors, però mantenint-se l'estructura principal. Entre altres trets, s'han afegit noves formes entre les quals destaquen els aeròfits, que inclouen les plantes que obtenen la humitat (encara que no a través d'haustoris) i els nutrients de l'aire i la pluja. Aquestes creixen sobre altres plantes, però no les parasiten.